# 嗅探犬

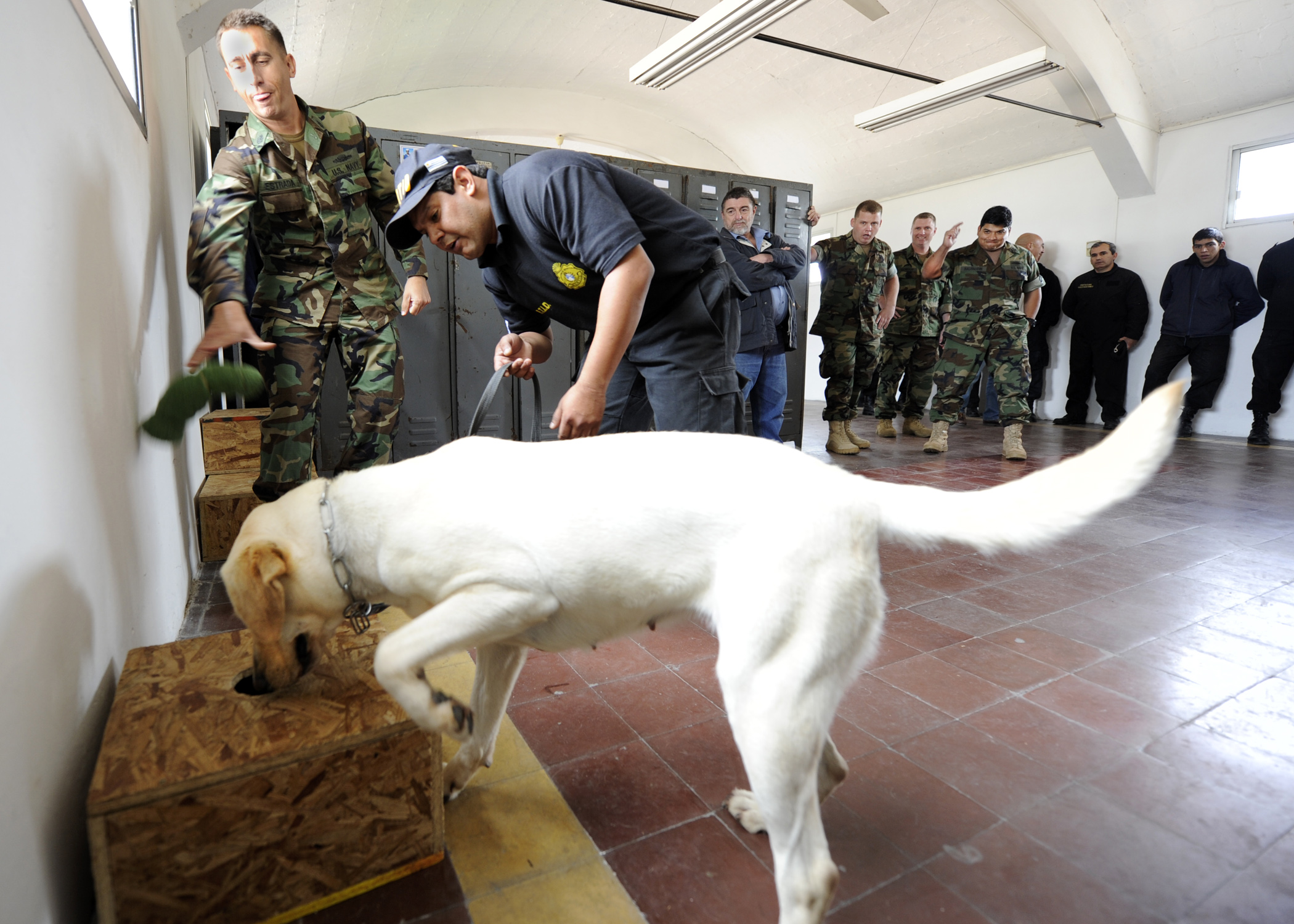
一隻隸屬於美國海軍的嗅探犬正接受訓練。

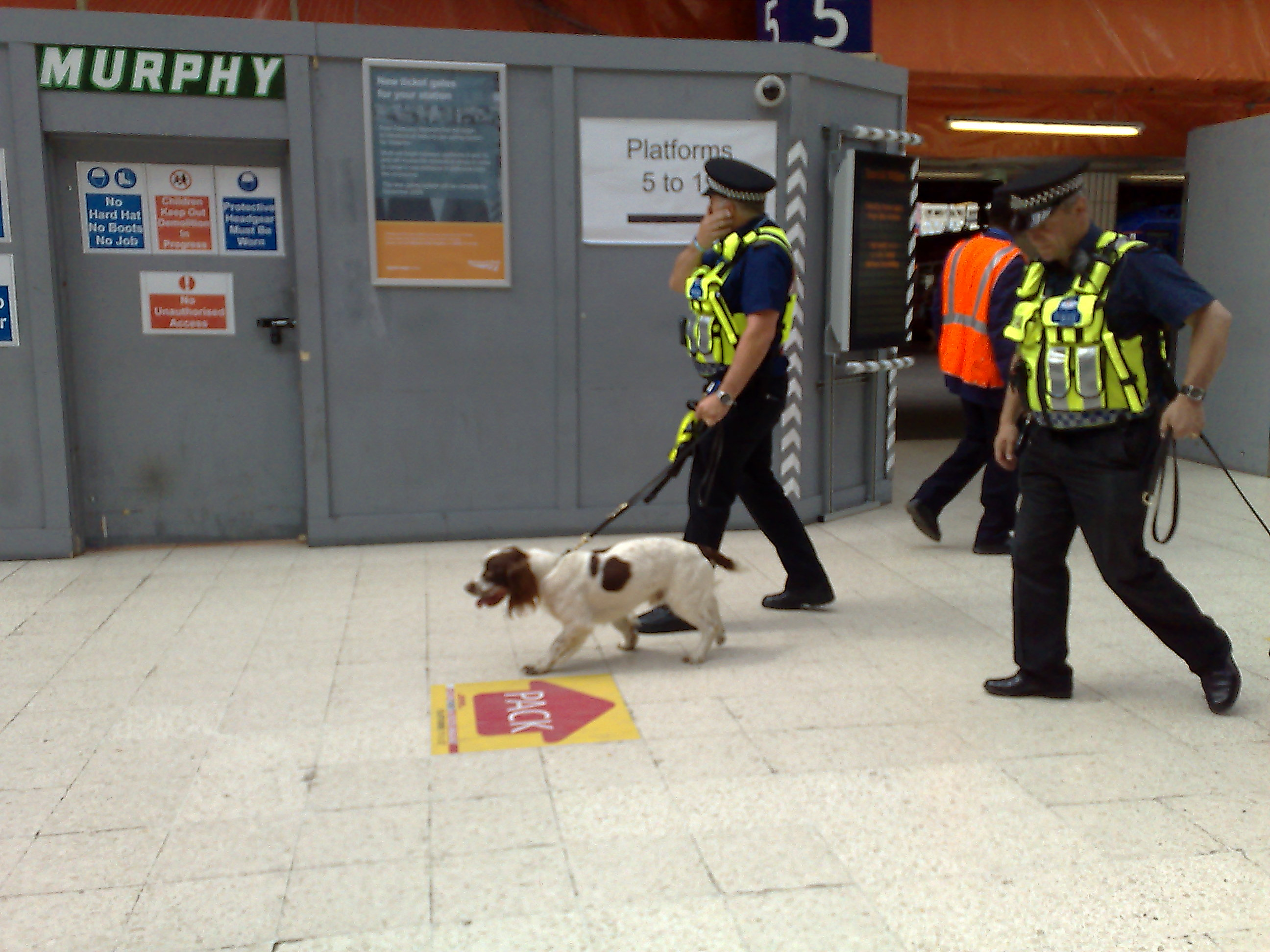
在倫敦滑鐵盧車站值勤的警察和嗅探犬。

嗅探犬或探測犬（英語：Detection dogs）是工作犬的一類，經過訓練，能協助人類尋找毒品、農畜產品、爆裂物等各類物品。牠們主要透過氣味來搜索目標物。
嗅探犬通常用於執法目的；但也會被生態專家用於尋找和收集馴鹿、黑足鼬、虎鯨等物種的糞便；亦可在醫療行業中用於檢測特定病症（如癌症）的氣味。
2021年，随着新冠疫情在全球爆发，美国、泰国、芬兰、澳大利亚、俄罗斯等国开展了病毒嗅探犬工作。

## 種類
- 臭蟲嗅探犬，用於檢測出活臭蟲或其卵[10]
- 緝毒犬（義大利語：Cane antidroga），用於檢測毒品
- 檢疫犬，主要服役於海關，用於檢測旅客行李中夾帶的農畜產品[11]
- 偵爆犬，用於尋找爆裂物
- 光碟探測犬（日语：DVD探知犬），用於檢測盜版光碟[12]
- 搜鈔犬，用於嗅出超額的鈔票[13]
- 松露犬，協助松露獵人找出松露[14]
- 嗅癌犬（瑞典语：Cancerhund）[4]（或稱癌症探測犬）
- 糖尿病通報犬，能聞出糖尿病患者的血糖變化並預先示警
- 尋屍犬，用於尋找命案遇害者遺體、失蹤人士遺體及災難現場的遺體[15]
- 探雷犬（或稱地雷嗅探犬），能檢測地雷，用於協助排雷[16]